# ChatON
ChatON — це безкоштовний сервіс мобільних комунікацій, представлений компанією Samsung Electronics восени 2011 року. Даний сервіс може працювати на всіх розповсюджених платформах для смартфонів та стільникових телефонів, забезпечуючи спілкування абонентів будь-яких операторів по всьому світу. На кінець 2012 року сервіс був доступний у 120 країнах та на 62 мовах.

## Можливості
ChatON надає можливість користувачам моментально обмінюватися текстовими повідомленнями, зображеннями, рукописними нотатками та відеороликами незалежно від використовуваної мобільної платформи. Також можна спілкуватися у групових чатах, а спеціальний вебклієнт дозволить легко обмінюватися контентом і повідомленнями між смартфоном та комп'ютером.
Користувачі — після запуску сервісу користувачеві пропонується додати друзів з телефонної книги. Після додавання вони будуть поділені на тих, хто зареєстрований у сервісі, та тих, хто ще не зареєструвався.
Груповий чат — можливість почати груповий чат або започаткувати мікрогрупу, спілкуватися одразу з декількома друзями в одному вікні і відправляти повідомлення декільком користувачам.
Рівень взаємодії — функція дозволяє бачити статистику спілкування з друзями.
Друзі говорять — для друзів, які знаходяться оффлайн, можна публікувати коментарі на сторінках їх профілів.
Анімаційні повідомлення — у вікні обміну контентом можна створювати анімаційні повідомлення, намалювавши пальцем нескладний малюнок, додавши фонові зображення та аудіо.
Портфель — ця функція дає можливість переглядати весь контент із попередніх повідомлень в одному вікні.
Мультимедійне спілкування — можливість спілкуватися за допомогою відео та голосових повідомлень, а також публікувати дані про своє місцезнаходження.
Сервіс дозволяє обмінюватися різними мультимедійними даними. Доступні наступні типи даних:
- Зображення — підтримуються формати JPEG та PNG.
- Відео запис — підтримуються формати MP4, 3GP та MOV. MOV не підтримується на Android, bada та BlackBerry платформах.
- Голосовий запис — підтримуються формати MP3, AAC, M4A та 3GP зі стисненням AMR або AMR-NB. Тривалість запису має бути менше ніж 2 хвилини.

Trunk — мультимедійне сховище, що зберігає усю мультимедійну інформацію, якою ви ділилися у чатах. Мультимедійні дані можуть також бути завантажені у соціальні мережі.
Вебдоступ — сервіс ChatON доступний на усіх пристроях з веббраузером, включаючи ноутбук, планшет та ПК.

## API
ChatON API — це набір функцій для роботи з сервісом ChatON та можливість використовувати функціонал цього сервісу у власних додатках.
ChatON API був анонсований на Samsung Developers Day in Seul в червні 2012 та представлений на IFA у вересні 2012. До цього — існував лише як бета-версія. Для авторизації використовується протокол OAuth 2.0.
API складається з двох частин:
- Серверна частина — клієнтська програма буде взаємодіяти з сервером напряму, за допомогою JSON-запитів. Перед початком роботи необхідно пройти аутентифікацію. На стороні сервера це відбувається за допомогою протоколу OAuth, уся подальша робота відбувається через протокол HTTPS. Обмін даних між сервером і клієнтом відбувається у форматі JSON. API сервера складається з 4-х основних API-груп які містять 22 API. Робота з серверним API не залежить від платформи та мови реалізації.
- Клієнтська частина — являє собою клієнтську бібліотеку, котра містить функції для роботи з сервісом ChatON. На даний час бібліотека включає 12 API й реалізована лише під платформу Android.

## Два варіанти функціонального набору
Базовою функціональністю можуть користуватися всі власники мобільних телефонів. До їх послуг текстові повідомлення, картинки, записи календаря, контакти через клієнтську програму. Власники смартфонів отримають розширену функціональність ChatON — можливість передивлятися статистику комунікацій, щоб дізнатися, з ким вони спілкуються частіше всього (функція Interaction Rank), додавати коментарі на сторінки профілів своїх друзів, створювати «анімаційні повідомлення» — додавати до рукописних нотаток анімаційні повідомлення та фонові малюнки. всі фото і відео з діалогових вікон можна буде передивлятися в автоматично згенерованому контент-каналі (Trunk).

## Як завантажити
ChatON можна завантажити безкоштовно через онлайн-магазини Samsung Apps або Android Market. В деяких смартфонах Samsung сервіс ChatON попередньо завантажено.

## Подібні сервіси
- Google Talk
- WhatsApp
- Meebo
- Trillian